# Schubborstpnoepyga
De schubborstpnoepyga (Pnoepyga albiventer)  is een zangvogel uit de familie Pnoepygidae. Het is een klein vogeltje met een korte staart die voorkomt in het Himalayagebied.

## Kenmerken
De vogel is 8,5 tot 10 cm lang en weegt 19 tot 23 g. Het vogeltje lijkt staartloos, is olijfbruin van boven en op de borst heeft het verenkleed het patroon van visschubben, vandaar ook de naam. De ondersoort P.a. albiventer (nominaat) heeft twee kleur variëteiten, een met vrij bleek gekleurde schubben op een bijna zwarte ondergrond en een donkere variëteit die een okerkleurig schubbenpatroon heeft. De ondersoort P. a. pallidor heeft een minder duidelijk schubbenpatroon op de borst. De ondersoort P. mutica wordt ook wel beschouwd als aparte soort, de Chinese pnoepyga.

## Verspreiding en leefgebied
Deze vogel komt voor van de Himalaya tot Vietnam en telt drie ondersoorten:
- P. a. pallidior: westelijke Himalaya (van noordelijk India tot westelijk Nepal).
- P. a. albiventer oostelijke Himalaya (van oostelijk Nepal en noordoostelijk India tot in het noordwesten van Indochina).
- P. a. mutica (Chinese pnoepyga): berggebieden in zuidelijk China (Sichuan, westelijk Yunnan).

Het leefgebied bestaat uit dichte ondergroei in rotsig terrein zoals begroeide bergkloven en beekjes. De vogel broedt in montaan gebied tussen de 2200 en 3900 m boven de zeespiegel. De vogel trekt in de winter naar lager gelegen terrein tussen de 275 en 1100 m en kan dan ook in agrarisch gebied bij dorpen worden waargenomen.

## Status
De grootte van de populatie is niet gekwantificeerd. De vogel is redelijk algemeen, hoewel in China schaars. Er is geen aanleiding te veronderstellen dat de soort in aantal achteruit gaat. Om deze redenen staat de schubborstpnoepyga als niet bedreigd op de Rode Lijst van de IUCN.